# Università degli Studi Roma Tre
L'Università degli Studi Roma Tre è una università italiana intitolata alla città di Roma, la terza università statale della capitale per ordine cronologico di fondazione, dopo La Sapienza e Tor Vergata, e seconda per numero di iscritti.

## Storia
Roma Tre fu istituita recuperando aree industriali degradate o abbandonate, attuando così una riqualificazione urbana del quadrante Ostiense - San Paolo - Marconi.
Quasi tutte le sedi sono ricavate da ex stabilimenti produttivi, ai quali è stata data una nuova destinazione:
- Il Dipartimento di Giurisprudenza occupa l'area che fino agli anni ottanta ospitava le "Vetrerie Riunite Angelo Bordoni di S. Paolo", di cui sono rimasti soltanto gli uffici posti all'ingresso;
- Il Dipartimento di Filosofia, Comunicazione e Spettacolo, il Dipartimento di Lingue, Letterature e culture straniere e il Dipartimento di Studi Umanistici occupano gli spazi dell'ex stabilimento Alfa Romeo in via Ostiense 234;
- Il Dipartimento di Architettura è inserito nel complesso dell'ex mattatoio di Testaccio;
- Il Dipartimento di Ingegneria Civile, Informatica e delle Tecnologie Aeronautiche e il Dipartimento di Ingegneria Industriale, Elettronica e Meccanica, nelle varie sedi, rimpiazzano la Vasca Navale e lo stabilimento dell'Ottica Meccanica Italiana;
- il Dipartimento di Matematica e Fisica trova sede nel precedente stabilimento della Società Aerostatica "Avorio".

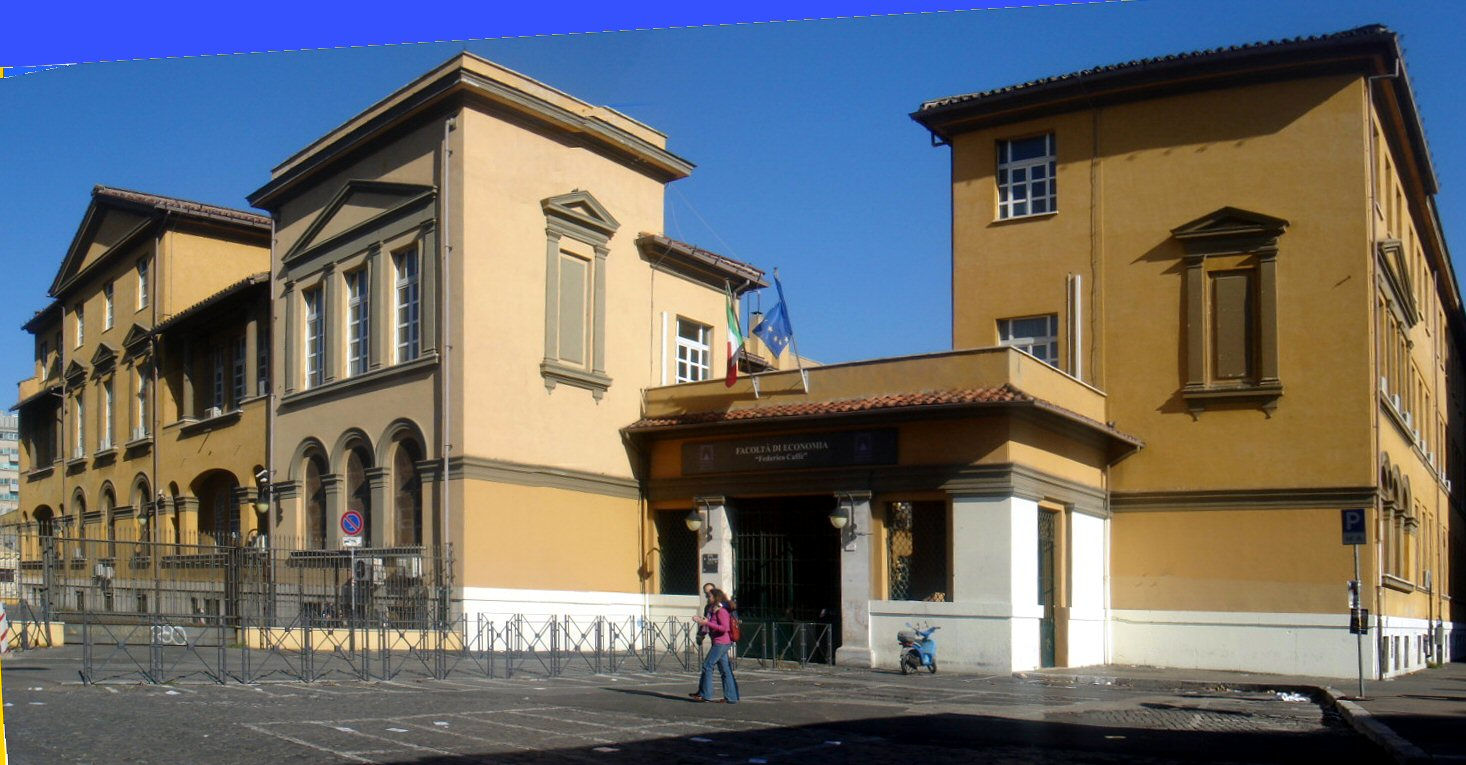
Il Tommaseo, ex scuola elementare e oggi sede del corso DAMS.

Dall'anno accademico 2016-2017 il dipartimento di Scienze della Formazione ha sede in zona Esquilino, nella "Caserma Sani", mentre le lezioni del corso di laurea in DAMS si tengono presso l'edificio Tommaseo sito in via Ostiense 139. La Scuola di Economia e Studi Aziendali di via Silvio D'Amico ha sede dove precedentemente era un istituto scolastico superiore.
Il 19 settembre 2018, sull'area che ospitava l'Ente Comunale di Consumo, iniziarono i lavori di costruzione di un nuovo edificio progettato dall'architetto Mario Cucinella, che ospita il rettorato e gli uffici dell'amministrazione centrale; quest'ultimo è stato inaugurato nel 2021. 
Nel mese di ottobre del 2018, viene inaugurato il nuovo polo universitario di Ostia, in via Leopoldo Ori.
L'8 maggio 2025 l'infrastruttura informatica dell'università subisce un attacco hacker, provocando l'interruzione di gran parte dei servizi web fino a 14 giorni.

## Struttura
A seguito della legge di riforma dell'università n. 240/2010, oggi si contano tredici dipartimenti, responsabili della didattica e della ricerca scientifica, e due scuole, che si occupano della coordinazione delle attività didattiche tra due o più dipartimenti:
- Dipartimento di Architettura – largo Giovanni Battista Marzi 10
- Scuola di Economia e Studi Aziendali – via Silvio D'Amico 77
  - Dipartimento di Economia
  - Dipartimento di Economia Aziendale

- Dipartimento di Filosofia, Comunicazione e Spettacolo – via Ostiense 234

- Dipartimento di Lingue, Letterature e Culture Straniere – via del Valco di San Paolo 17

- Dipartimento di Studi Umanistici – via Ostiense 234

- Dipartimento di Giurisprudenza – via Ostiense 161
- Dipartimento di Ingegneria Civile, Informatica e delle Tecnologie Aeronautiche – via Vito Volterra 62
- Dipartimento di Ingegneria Industriale, Elettronica e Meccanica – via Vito Volterra 62
- Dipartimento di Matematica e Fisica – via della Vasca Navale 84
- Dipartimento di Scienze – via Guglielmo Marconi 446
- Dipartimento di Scienze della Formazione – via del Castro Pretorio 20
- Dipartimento di Scienze Politiche – via Gabriello Chiabrera 199

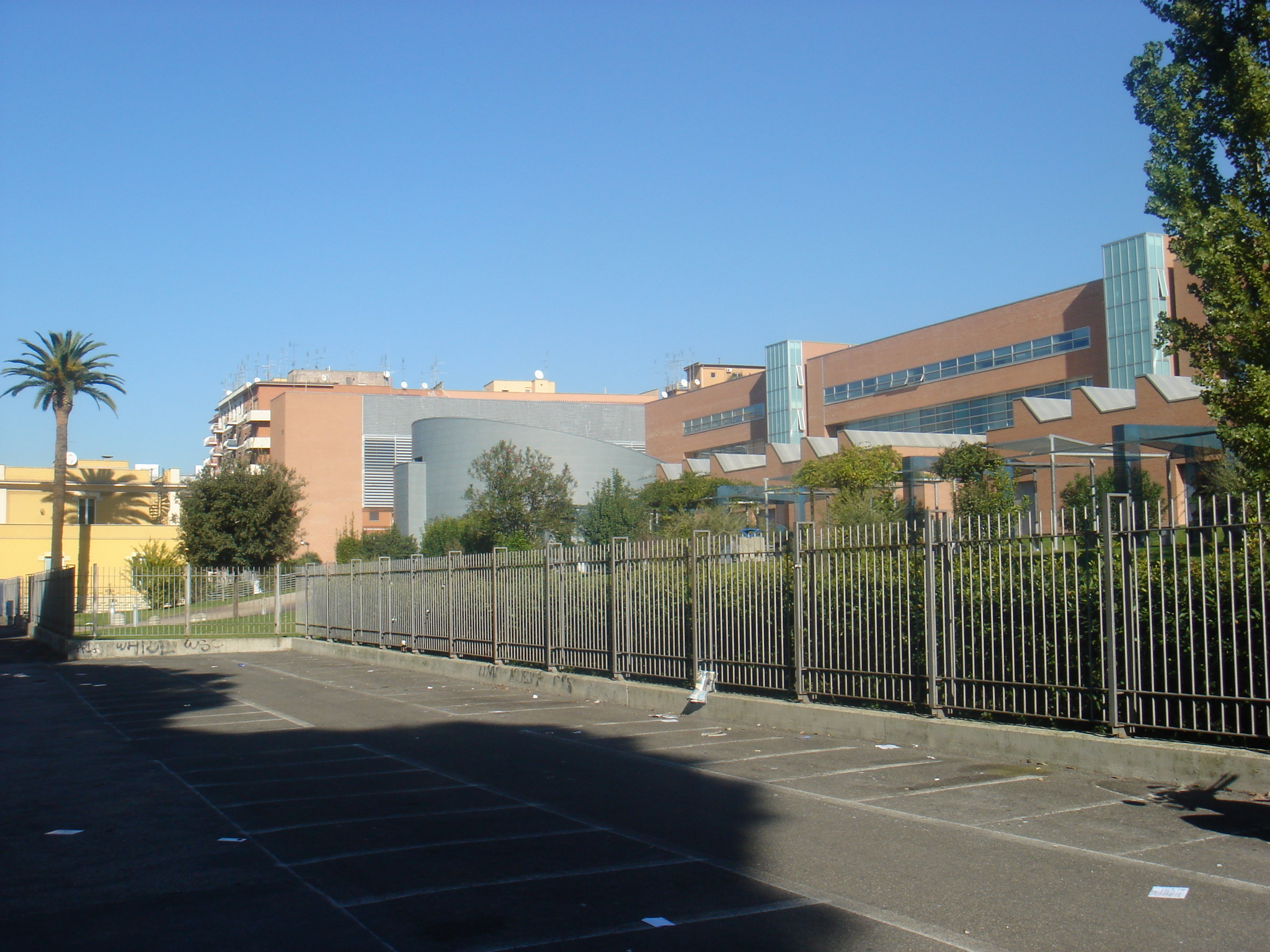
Sede del Dipartimento di Giurisprudenza

L'Ateneo conta nel suo patrimonio, inoltre, il Teatro Palladium della Garbatella, lo Stadio Berra (che ospita attività e gare sportive), e diverse altre sedi tra cui l'Argiletum nel rione Monti e l'ex Granaio Paolino di piazza della Repubblica.  Ulteriori sedi secondarie si trovano anche nei Comuni di Ciampino, Allumiere e Rocca di Cave.
Nel 2024, il patrimonio edilizio dell'Università si annuncia in ulteriore espansione, visti gli annunci della volontà di riqualificare il complesso ex Mira Lanza della zona Marconi per la realizzazione di un nuovo studentato per studenti fuori sede e visiting professors, e con l'assegnazione di alcuni spazi nell'ambito della riqualificazione dell'ex Fiera di Roma.

### Il sistema CLIQ
Roma Tre è uno dei quattro enti riconosciuti dal MAE che può rilasciare il Certificato di Italiano come Lingua Straniera - CILS. Il 6 febbraio 2013, il Ministero degli affari esteri ha individuato l'associazione CLIQ (certificazione lingua italiana di qualità), i cui membri sono l'università Roma Tre, l'università per stranieri di Perugia, l'università per stranieri di Siena e la società Dante Alighieri, quale ente preposto al coordinamento delle attività di rilascio della certificazione.

## Altri servizi

### Biblioteche
Le biblioteche di Roma Tre sono organizzate in una rete interna il Sistema Bibliotecario di Ateneo, articolato in 8 biblioteche.
La divisione delle biblioteche segue diverse aree:
- Area delle arti
  - sezione architettura
  - sezione spettacolo
  - sezione storia dell’arte
- Area giuridica
- Area di scienze economiche
- Area di studi politici
- Area Scientifica
- Area Tecnologica
- Area umanistica
- Area di scienze della formazione

All'interno della biblioteca di area umanistica è presente la biblioteca Guillaume Apollinaire (biblioteca dell'ex del Centro Studi Italo-Francesi).

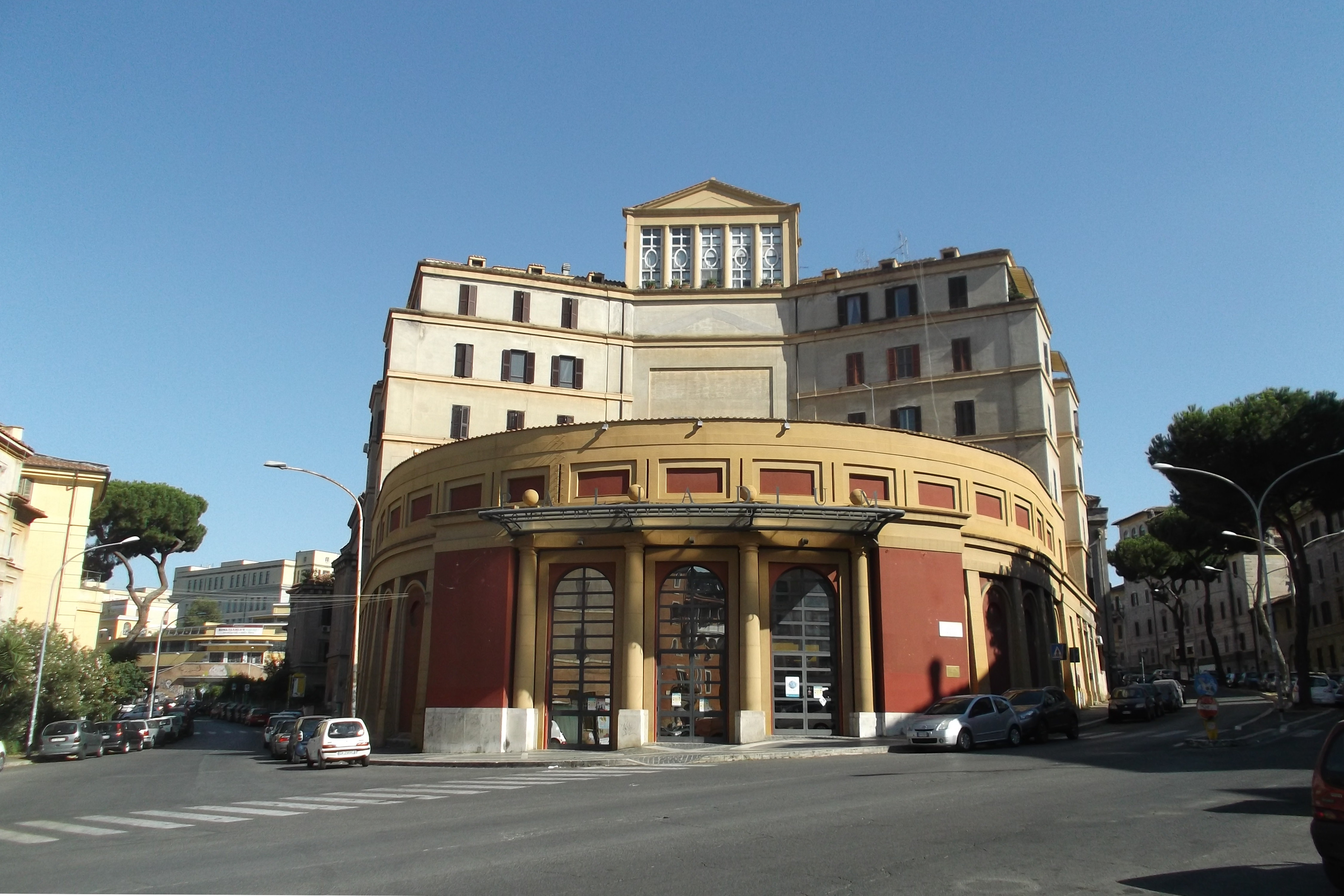
Teatro Palladium

### R3Sport
L'Ufficio Iniziative Sportive cura e valorizza lo sport in Ateneo e presso i singoli Dipartimenti. Vengono organizzati tornei (calcio, calcio a 5, tennis da tavolo, scacchi, pallacanestro, pallavolo, beach volley ed altri) e corsi (patente nautica, vela, atletica leggera, calcio a 5, capoeira, difesa personale e pallavolo).
La mascotte dell'Università è un levriero. R3Sport ha due impianti sportivi: lo stadio "Alfredo Berra" e il centro sportivo "Le Torri".

### R3O: Roma Tre Orchestra
Fondata nel 2005 da Valerio Vicari, la Roma Tre Orchestra (R3O) è attualmente la prima ed unica orchestra universitaria del Lazio. L'organico dell'Orchestra è costituito principalmente da giovani musicisti che siano o siano stati studenti iscritti all'Ateneo e le attività si svolgono prevalentemente presso il Teatro Palladium e l'Aula Magna della Scuola di Lettere, Filosofia e Lingue.
Negli anni la R3O ha collaborato con artisti internazionali e partecipato ad eventi istituzionali.
Dal 2014 è tra le eccellenze musicali riconosciute all'interno del Fondo Unico per lo Spettacolo erogato dal MIUR.

## Rettori
- Biancamaria Tedeschini Lalli (1992-1998)
- Guido Fabiani (1998-2013)
- Mario Morganti (2013-2013) (prorettore vicario con funzioni di reggenza)
- Mario Panizza (2013-2017)
- Maria Francesca Renzi (2017) (prorettore vicario con funzioni di reggenza)
- Luca Pietromarchi[17] (2017-2022)
- Fabrizio De Filippis (2022) (Prorettore Vicario f.f.)
- Massimiliano Fiorucci[18] (2022-in carica)

## Loghi
Il logo dell'Università è formato da una porta stilizzata e da un triangolo inserito nell'arco. Questo logo, creato nel 1995, in concomitanza con l'ufficializzazione del nome dell'ateneo (prima era in uso "Terza Università degli Studi di Roma" o "La Terza"), riprende un antico disegno che rappresenta la Porta San Paolo e la Piramide Cestia, luoghi che si trovano nei pressi dell'Università.

Nel 2024, dopo 32 anni dalla fondazione dell'Università, è stato aggiornato il logo storico, con un'immagine ritenuta più moderna e flessibile rispetto a quella precedente, ma che presenta comunque i simboli originali dell'Università: la porta stilizzata, originariamente caratterizzata da tredici segmenti equidistanti, ne presenta solo sette. La parte testuale del logo riequilibra il rapporto tra le parole "Roma" e "Tre", dando maggiore risalto alla presenza del nome della Città all'interno della composizione. 

Logo originale usato dal 1995 al 2024
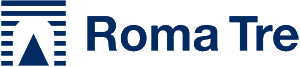
Logo in uso da dicembre 2024

## Controversie
Negli anni duemiladieci alcuni docenti dell'ateneo sono stati coinvolti in un'inchiesta della Procura della Repubblica di Bari denominata Do ut des riguardante presunte irregolarità nei concorsi pubblici per professori ordinari. La stessa indagine, che complessivamente ha riguardato 35 docenti, ha visto coinvolti anche insegnanti di altre Università: l'Università degli Studi di Bari Aldo Moro, l'Università degli Studi di Sassari, l'Università della Valle d'Aosta, l'Università degli Studi di Milano-Bicocca, l'Università degli Studi di Trento, la Libera Università Mediterranea e l'Università Europea di Roma.